# Згорњи Лехен на Похорју
Згорњи Лехен на Похорју (словен. Zgornji Lehen na Pohorju) је насељено место у општини Рибница на Похорју, Корушка регија, Словенија.

## Историја
До територијалне реорганизације у Словенији био је у саставу старе општине Радље об Драви. Као самостално насеље Згорњи Лехен на Похорју постоји од 1994. године. Настала је издвајањем дела из насеља Лехен на Похорју (Подвелка).

## Становништво
У попису становништва из 2011. године, Згорњи Лехен на Похорју је имао 112 становника.
| Број становника према пописима | Број становника према пописима |
| ------------------------------ | ------------------------------ |
| 2002                           | 2011                           |
| 112                            | 112                            |

Напомена: Године 1994. настала издвајањем дела из насеља Лехен на Похорју (Подвелка).